# Otto von der Mülbe (General, 1829)
Otto Wilhelm Adolf von der Mülbe (* 13. September 1829 in Danzig; † 28. Januar 1916 in Berlin) war ein preußischer Generalleutnant.

## Leben

### Herkunft
Otto war ein Sohn der preußischen Oberst Ludwig von der Mülbe (1793–1877) und dessen Ehefrau Frederike Helene, geborene von Helden-Gowarczewski (1804–1890) aus dem Hause Radomno. Sein jüngerer Bruder Wilhelm (1834–1909) wurde preußischer Generalmajor.

### Militärkarriere
Mülbe besuchte die St. Petri-Schule und das Gymnasium in seiner Heimatstadt. Am 21. April 1848 trat er in das 5. Infanterie-Regiment der Preußischen Armee ein und avancierte bis Mitte Juni 1850 zum Sekondeleutnant. In den kommenden Jahren war er zum 1. kombinierten Reserve-Bataillon, als Adjutant des III. Bataillons im 5. Landwehr-Regiment in Preußisch Stargard sowie zum Infanterie-Lehrbataillon kommandiert. Vom 1. September 1858 bis zum 30. März 1861 war Mülbe Adjutant des I. Bataillons und stieg bis Mitte April 1863 zum Hauptmann und Kompaniechef auf. Als solcher nahm er 1866 während des Krieges gegen Österreich an den Kämpfen bei Königgrätz und Tobitschau teil. In der Schlacht bei Trautenau übernahm Mülbe für seinen gefallenen Bataillonskommandeur von Wenckstern das Kommando über die 10. und 11. Kompanie, konnte ein bewaldete Höhe einnehmen und den Rückzug der eigenen Truppen decken. Dafür wurde ihm am 20. September 1866 der Orden Pour le Mérite verliehen.
Nach dem Friedensschluss erfolgte seine Versetzung in das neu formierte Infanterie-Regiment Nr. 74 in Köln. Dort avancierte Mülbe am 20. Juli 1870 zum Major und Kommandeur des Füsilier-Bataillons. Er führte sein Bataillon in den Schlachten bei Spichern, Colombey und Gravelotte, den Belagerungen von Metz, Diedenhofen, Montmédy und Mézières, sowie den Gefechten bei Bois de Vaux, Servigny und Pontarlier. Ausgezeichnet mit beiden Klassen des Eisernen Kreuzes wurde Mülbe am 12. Dezember 1873 als Kommandeur des Füsilier-Bataillons in das Kaiser Franz Garde-Grenadier-Regiment Nr. 2 versetzt und stieg bis Mitte Juni 1879 zum Oberst auf. Unter Stellung à la suite beauftragte man ihn am 23. September 1879 zunächst mit der Führung des 4. Brandenburgischen Infanterie-Regiments Nr. 24 (Großherzog von Mecklenburg-Schwerin) und ernannte Mülbe am 11. Dezember 1879 zum Regimentskommandeur. Unter Stellung à la suite des Regiments wurde er am 1. April 1885 nach Bromberg versetzt, mit der Führung der 8. Infanterie-Brigade beauftragt und am 16. September 1885 zum Generalmajor befördert und zum Kommandeur dieses Großverbandes ernannt. Daran schloss sich ab dem 5. Februar 1887 eine Verwendung als Kommandant von Danzig an. In dieser Stellung erhielt Mülbe im September 1887 den Roten Adlerorden II. Klasse mit Eichenlaub, im Jahr darauf den Charakter als Generalleutnant sowie am 11. März 1889 den Kronenorden II. Klasse mit Stern. Unter Verleihung des Patents zu seinem Dienstgrad wurde Mülbe am 13. November 1890 zu den Offizieren von der Armee versetzt und am 9. Dezember 1890 in Genehmigung seines Abschiedsgesuches mit der gesetzlichen Pension zur Disposition gestellt.

### Familie
Mülbe verheiratete sich am 30. November 1858 in Danzig mit Katharina Conwentz (1838–1877). Nach ihrem frühen Tod ehelichte er am 29. Juli 1879 in Berlin Adele von François (* 1845), einer Tochter des preußischen Generalmajors Gustav von François (1815–1877). Aus den Ehen gingen folgende Kinder hervor:
- Kurt Otto (1862–1917), preußischer Oberst und Kommandeur der 231. Infanterie-Brigade im Ersten Weltkrieg ⚭ 10. Oktober 1893 Anna von Billerbeck (* 1873)
- Dorothea Katharina (* 1863)
- Otto Wilhelm (1865–1896), preußischer Premierleutnant
- Kätchen (* 1868)
- Stephanie (1880–1887)